# Convair 990 Coronado
Convair 990 Coronado – wąskokadłubowy, pasażerski samolot odrzutowy średniego zasięgu produkowany przez przedsiębiorstwo Convair. Został zaprojektowany w odpowiedzi na zapotrzebowanie linii lotniczych American Airlines, na bazie Convair 880. Wyprodukowano jedynie 37 egzemplarzy, w latach 1961-1963.

## Historia

### Projekt
Kiedy w 1957 roku wytwórnia Convair utraciła zamówienie na 30 maszyn Convair 880 dla United Airlines, producent podjął zdecydowane kroki, by utrzymać się na rynku, przy rosnącej konkurencji. Chcąc sprzedać samoloty kolejnemu dużemu przewoźnikowi - American Airlines, wytwórnia była gotowa przeprowadzić daleko posunięte modyfikacje modelu 880. Ówczesny CEO American Airlines C.R. Smith chciał maszyny o międzykontynentalnym zasięgu i większej prędkości. Nowy samolot miał latać na trasie pomiędzy wybrzeżami Stanów Zjednoczonych bez międzylądowań i w co najmniej, o 45 minut krótszym czasie, niż popularne w tamtym okresie maszyny. 
Negocjacje rozpoczęły się z początkiem 1958 roku i już w sierpniu zamówiono 25 samolotów, które miały mieć oznaczenie - Convair 600. American Airlines ogłosiły również zamówienie 25 maszyn Boeing 720 napędzanych konwencjonalnymi turboodrzutowymi Pratt & Whitney JT3C-7.
By osiągnąć wymagane przez American Airlines 635 mil na godzinę (1 021 km/h), inżynierowie Convair skupili się na budowie silnika. Kiedy konstruktorzy Pratt & Whitney pracowali nad nowym silnikiem z wirnikami umieszczonymi w tylnej jego części, konstruktorzy General Electric zaproponowali ulepszenie istniejącego CJ-805 poprzez przemieszczenie wirnika do tyłu, co dałoby większy współczynnik dwuprzepływowości, a co za tym idzie - większą prędkość. Powstały w efekcie modyfikacji CJ-805-23 był o 40% bardziej wydajny od swojego modelu bazowego. Ponadto, kabina pasażerska została przystosowana dla 123 pasażerów (z możliwością do 137) klasy ekonomicznej, bądź dla 98 w pełnej klasie pierwszej. Istniała również opcja klas mieszanych.
Największą zmianą dokonaną w konstrukcji projektu było umieszczenie na krawędziach spływu skrzydeł, czterech elementów redukujących siłę fal uderzeniowych, które zwiększają opór aerodynamiczny przy prędkościach Mach 0.8-1.0 (tzw. anti-shock bodies). Skrzydła dodatkowo zostały odchylone do tyłu o 39 stopni. Powierzchnia skrzydeł została również zwiększona o ponad 20 metrów kwadratowych oraz dodano sloty pomiędzy pylonami silników a końcówkami skrzydeł.
Konstrukcyjnie podobny do Convaira 880, 660 miał być pierwszym odrzutowcem wyposażonym w nowy antypoślizgowy system hamowania, zaprojektowany tak, by zwiększać lub zmniejszać nacisk stopniowo. Również podwozie zostało ulepszone i wzmocnione, by zwiększyć dopuszczalną masę maksymalną samolotu. Ponadto, charakteryzowało się wydłużonymi wspornikami (około 25 centymetrów) i zostało zamocowane niżej na skrzydłach, w porównaniu do 880.

### Trudne negocjacje
Wydawało się, że Convair 600 ma świetlaną przyszłość, z prędkością przewyższającą ówczesne maszyny i klientem wprowadzającym maszynę na rynek w postaci American Airlines. Jednak C.R. Smith wyczuwając pilną potrzebę Convair by sprzedać samoloty jego liniom, postanowił wymusić jak najbardziej atrakcyjne warunki porozumienia. Mimo że producent mógł rozciągnąć koszty na długi czas produkcji samolotu, wciąż mógł na nim stracić. Cena zakupu przez American Airlines 25 samolotów Convair 600 wynosiła 100 milionów dolarów. Zamiast gotówki, producent zgodził się przyjąć na wymianę 25 maszyn DC-7 wycenionych na 22,8 miliona dolarów, podwajając cenę rynkową i tym samym redukując cenę zakupu Convair 600 do 3,5 miliona dolarów za sztukę. Dodatkowo, przedstawiciele Convair zgodzili się na sprzedaż liniom części zamiennych i nie naliczać opłaty za magazynowanie.

### Sprzedaż
W 1959 roku Pan American World Airways zgłosiły gotowość zakupu nowych maszyn Convair, by umieścić je na swoich trasach do Ameryki Południowej. Miesiąc później Continental Airlines ogłosiły chęć zakupu czterech samolotów Convair 600, pod warunkiem, że uzyskają licencję na nowe trasy z Albuquerque w stanie Nowy Meksyk i El Paso w Teksasie, do miast na zachodnim wybrzeżu. Negocjowana cena wynosiła 20,2 miliona dolarów za sztukę. Continental Airlines otrzymały prawo do lotów na trasach, o które zabiegały, jednak zapadła decyzja o zakupie Boeingów 720. W ich ślady poszedł zarząd Pan Am i również nabył maszyny konkurencji.
Convair podpisał umowę ze skandynawskimi SAS na dostarczenie dwóch maszyn 600, a następnie szwajcarskie Swissair odstąpiły od zamówienia pięciu 880 na rzecz siedmiu 600.

### Zmiana nazwy
Wiosną 1960 roku na prośbę American Airlines producent zgodził się na zmianę oznaczenia samolotu z Convair 600 na Convair 990, jednak nie była ona honorowana aż do listopada tego samego roku. Liczba 990 pochodziła od prędkości maksymalnej samolotu podanej w kilometrach, jednak w tamtym czasie wciąż większa była przez konstruktorów obiecana. Zmiana oznaczenia miała również zatrzeć wrażenie, że nowa maszyna jest gorsza od 880, dlatego też numer niższy zastąpiono wyższym. Po wejściu maszyny na rynek międzynarodowy nadano jej nazwę Coronado na cześć hiszpańskiego odkrywcy Francisco Vásquez de Coronado oraz miasta Coronado w Kalifornii.

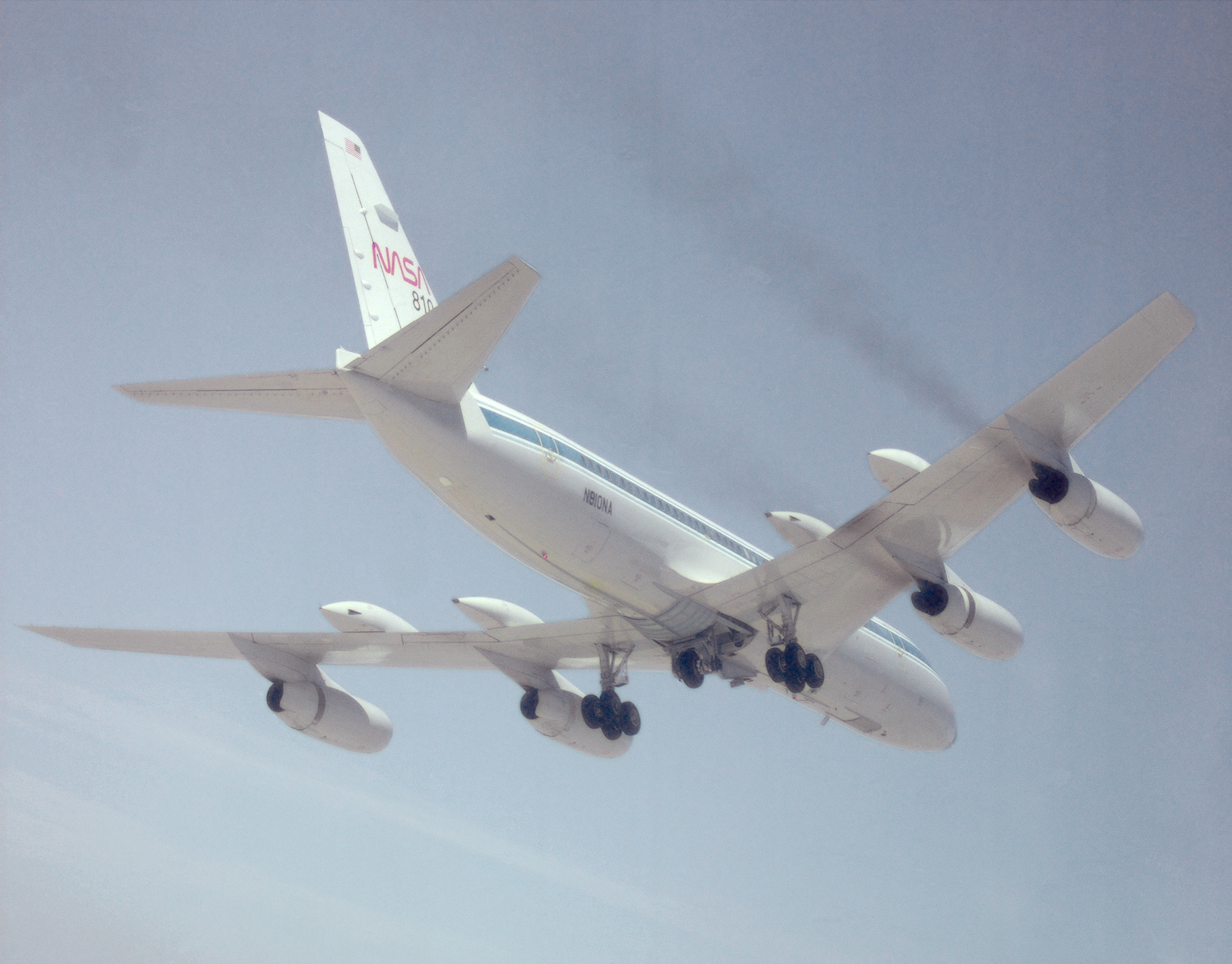
Convair 990 należący do NASA

### Ostatnie negocjacje Howarda Hughesa
10 września 1960 roku Howard Hughes zamówił sześć maszyn Convair 990, kiedy producent zgodził się na przejęcie sześciu 880 od Toolco Aircraft Division (należącej do Hughes Tool Company), celem oddania ich w leasing do Northeast Airlines. Rok wcześniej Convair był zwodzony perspektywą większego zamówienia dla Toolco, w wyniku czego zarezerwował terminy 36 dostaw. W rzeczywistości była to gra ze strony Hughesa, mająca na celu uzyskanie lepszych warunków finansowych dla zakupionych przez Trans World Airlines Convair 880, których budowa była prawie ukończona. Mimo że zamówienie zostało złożone, Hughes wiedział, że nigdy nie weźmie samolotów. Około roku później utracił kontrolę nad Trans World Airlines, a żadna z zamówionych przez niego maszyn nie została zbudowana. Całe zamówienie zostało anulowane w styczniu 1962 roku. Płatności na rzecz zamówionych 990, dokonane przez Toolco, przekroczyły o 7 milionów dolarów wartość czterech 880, a transakcja nie została zaakceptowana przez Hughesa. Za porozumieniem Convair dostarczył do Toolco zamówione cztery 880, 1,5 miliona dolarów w gotówce oraz obietnicę dostarczenia kolejnych 2 milionów. 3,5 miliona różnicy przepadło na rzecz opłaty za anulowanie zamówienia.

### Loty testowe
Pierwsze sześć maszyn Convair 990 zostały zaangażowane do lotów testowych i certyfikacyjnych. W przypadku tego modelu - nie istniał prototyp, tak jak w przypadku 880. Pierwszy lot odbył się 24 stycznia 1961 roku, mimo że Scandinavian Airlines System i Swissair planowały wprowadzić maszyny dopiero we wrześniu. Również linie KLM i Trans Canada Airlines wykazały zainteresowanie nową maszyną, zamówienie ze strony holenderskiego przewoźnika miało mieć miejsce w marcu. Producent podpisał umowy jedynie z czterema liniami lotniczymi na wszystkich 37 maszyn. 

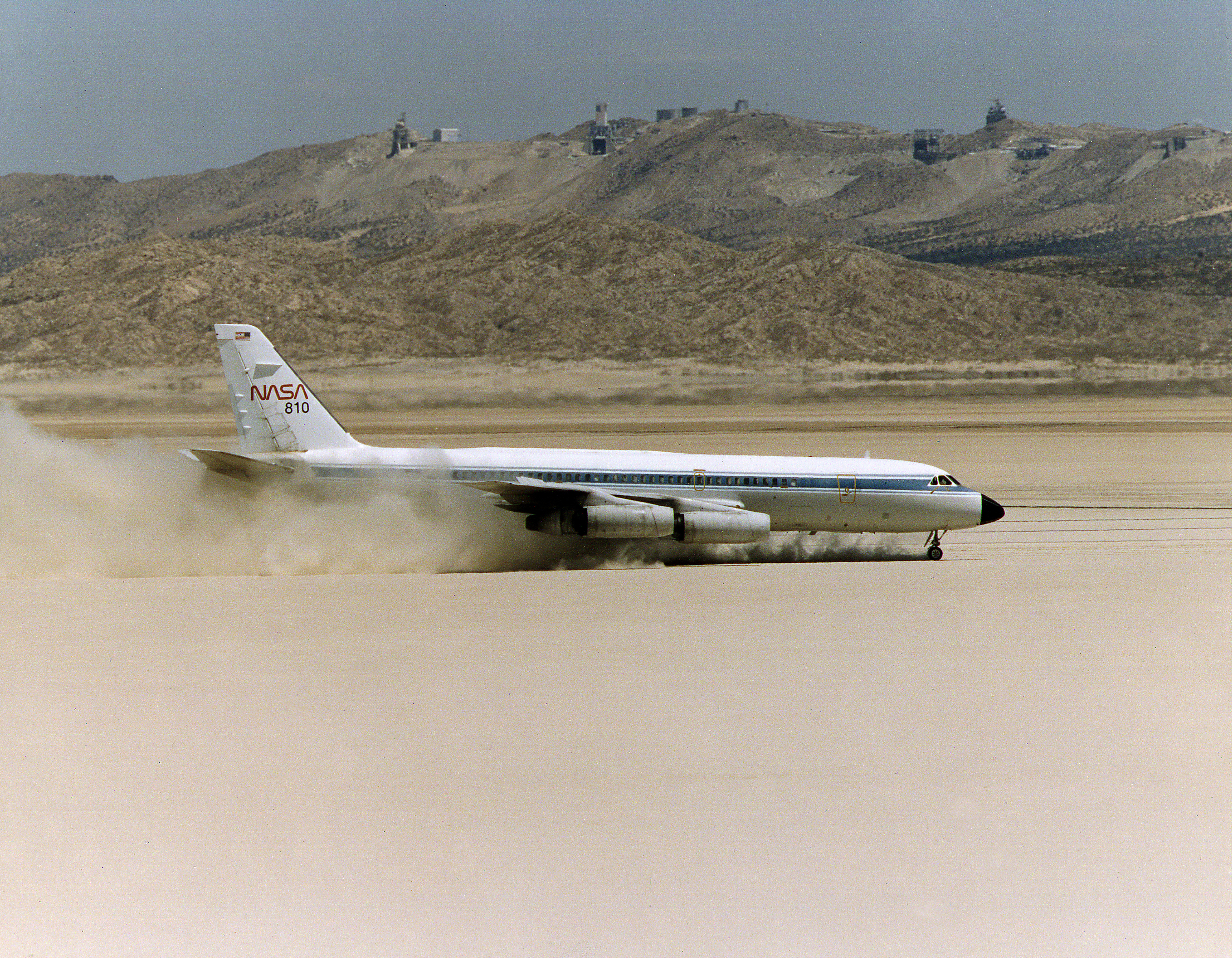
Convair 990 podczas testów w bazie NASA

Podczas testów w tunelu aerodynamicznym nie wyszły na jaw dwa problemy, które stały się oczywiste podczas lotów testowych. Pierwszy problem stanowiły turbulencje wytwarzane podczas lotu na łączeniu pylonów silników i krawędzi natarcia skrzydła, co zostało naprawione poprzez dodanie klap Kruegera. Poważniejszy problem stanowiła jednak możliwość huśtania się silników przy pełnym zatankowaniu paliwa do zbiorników umieszczonych na skrzydłach (wspomniane wcześniej anti-shock bodies, pełniły również rolę zbiorników paliwa). Wobec tego pierwsza maszyna została odstawiona na sześć tygodni zmiany konstrukcji 21 marca 1961, kiedy druga (pierwszy lot 30 marca 1961) kontynuowała testy kołowania i systemów. Przewidywano, że zmiany spowodują opóźnienie certyfikacji FAA (Federal Aviation Administration) o sześć miesięcy (czerwiec-grudzień). W tym czasie Swissair zgodziły się na leasing dwóch Convair 880M, do czasu dostarczania Convair 990. Loty testowe przedłużały się do lata 1961 roku, w sierpniu przedstawiciele Convair przewidywali dalsze straty finansowe.

### Powrót do negocjacji

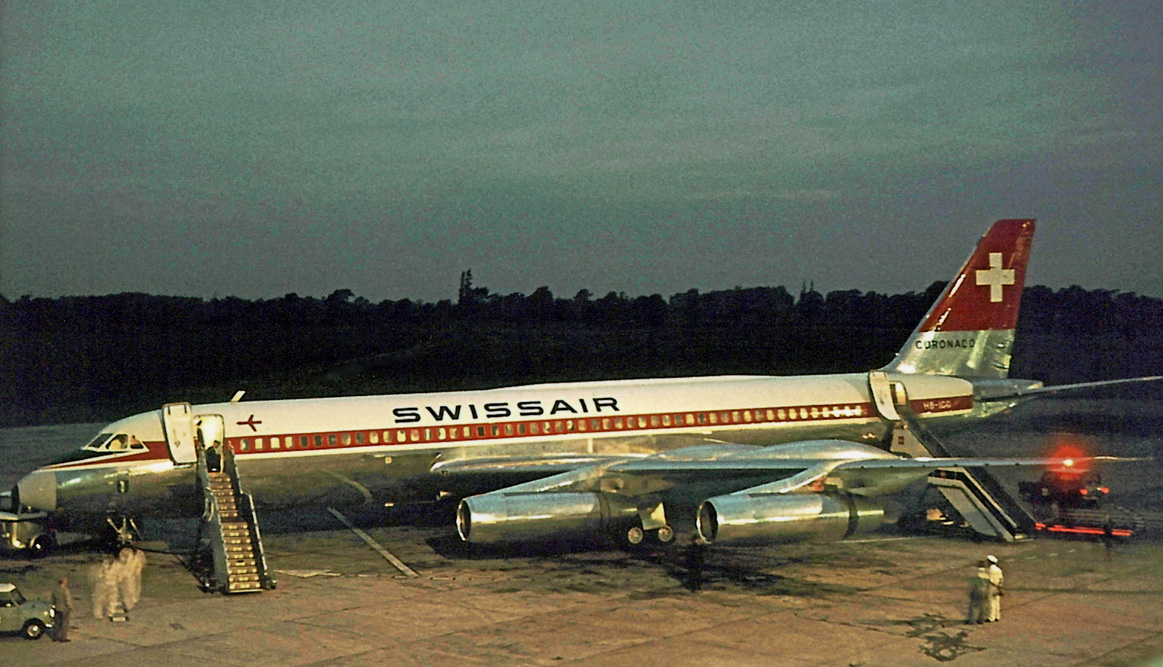
Convair 990A należący do Swissair

Po pierwszych lotach testowych stało się jasne, że Convair 990 nie sprosta oczekiwaniom linii lotniczych i podpisanym kontraktom, szczególnie w zakresie prędkości i zasięgu lotu maszyny. Nie była ona zdolna latać pomiędzy wybrzeżami Stanów Zjednoczonych, nawet przy zredukowanej prędkości. Dalsze modyfikacje pociągnęłyby za sobą dodatkowe koszty przedsięwzięcia i opóźnienia w dostawach. Przedstawiciele Convair zwrócili się do American Airlines o przyjęcie maszyn bez dalszych zmian i oczekiwanie na rozwiązanie problemów w późniejszym czasie. Przewoźnik mógł w tym momencie anulować całe zamówienie, czego skutkiem byłoby zakończenie programu Convair 990. Takie rozwiązanie mogło być korzystniejsze dla General Dynamics, gdyż spółka nie była w stanie przewidzieć dalszych możliwych kosztów związanych z 990. Jednak American Airlines, nie mając wielu innych opcji dostaw, 21 września 1961 roku podpisały kolejne porozumienie z Convair. Na mocy umowy liczba samolotów została zredukowana z 25 do 20. 15 z nich, niezmodyfikowanych i zaakceptowanych warunkowo, mieli otrzymać za cenę obniżoną o 300 000 dolarów za sztukę, nie później niż do 30 czerwca 1962 roku. Konstruktorzy Convair mieli czas do lutego 1963, by uzyskać prędkość maszyny 620 mil na godzinę (wciąż mniej niż początkowo obiecane 635). Jeśli ten warunek nie byłby spełniony, kontrakt zostałby uznany za nieważny, co pozwoliłoby American Airlines na oddanie samolotów i wycofanie się z porozumienia. W przypadku sprostania wymaganiom dotyczących osiągów maszyny, przewoźnik mógł otrzymać pozostałych 5 samolotów, co razem stanowiłoby sumę 20, zgodnie z podpisanym dokumentem.

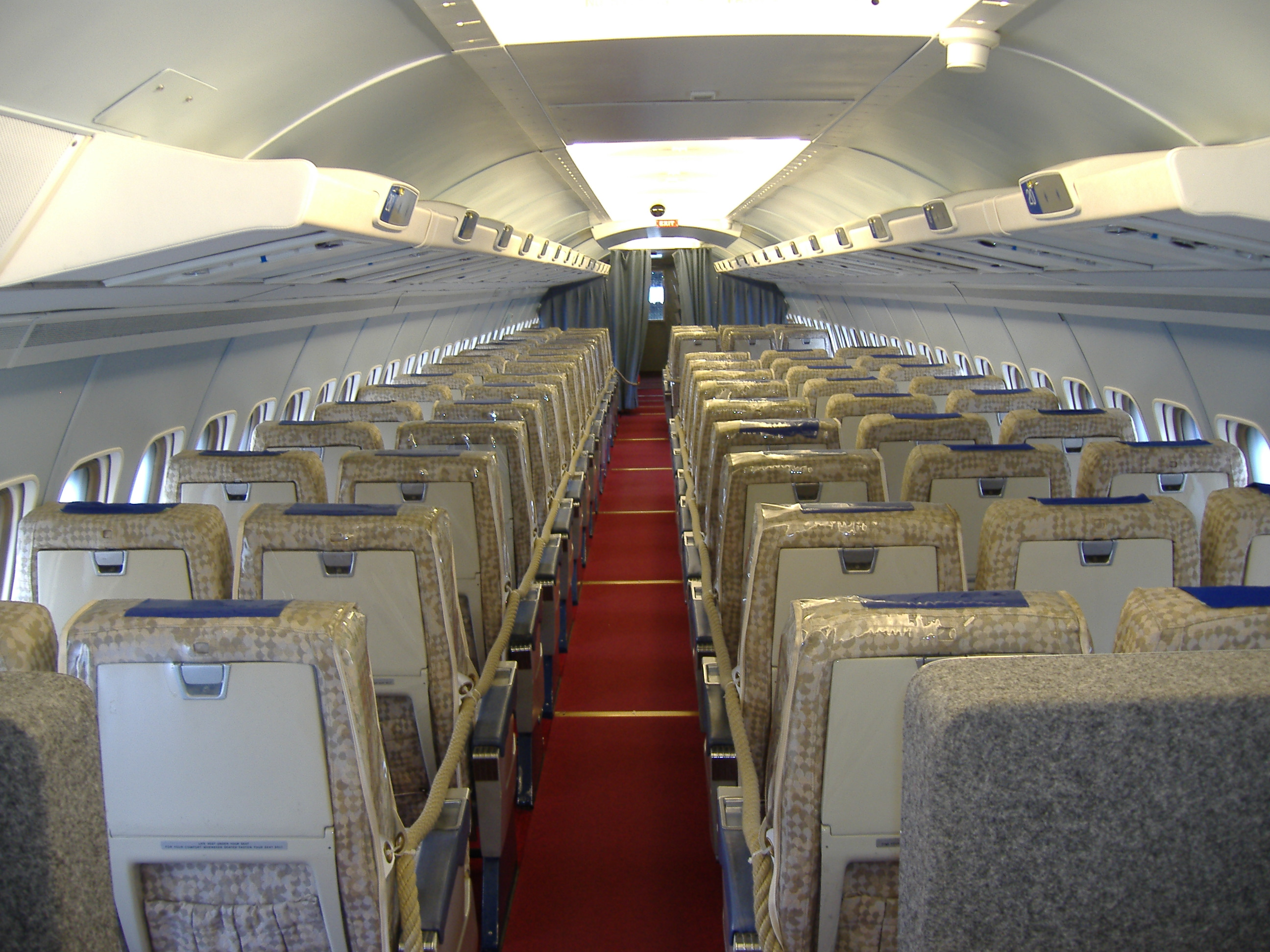
Kabina pasażerska Convair 990 należącego do Swissair

Przedstawiciele Swissair zgodzili się na wzięcie 7 maszyn niezmodyfikowanych na warunkach podobnych do American Airlines. Scandinavian Airlines System redukujące w tym czasie swoje połączenia na okres letni, anulowały zamówienie na dwa samoloty, jednak zachowały umowę leasingową na dwie maszyny tego typu od Swissair. Z kolei Varig odmówiły wzięcia zamówionych trzech maszyn, dopóki nie spełnią wymagań określonych początkowo przez producenta.

### Certyfikacja i pierwsze dostawy
Convair 990 i Convair 990A uzyskały od Federal Aviation Administration osobne certyfikaty. Model podstawowy, otrzymał certyfikat zdolności do lotu 18 grudnia 1961 roku i pierwszy egzemplarz trafił do American Airlines 7 stycznia 1962 (numer rejestracyjny N5605), a drugi pięć dni później - 12 stycznia. Tego samego dnia do Swissair trafił pierwszy 990 (HB-ICA). 990A został certyfikowany 12 października 1962 roku.
American Airlines ostatecznie zaakceptowały pozostałych pięć 990A, a Swissair nabyły jeden z dwóch egzemplarzy oryginalnie przeznaczonych dla Scandinavian Airlines System. Varig nabył trzy maszyny 1 marca 1963 roku. 31 Convairów 990 zostało sprzedanych do przewoźników, którzy początkowo podpisali kontrakty z producentem. Następnie Garuda Indonesia nabyły trzy maszyny przeznaczone dla American Airlines. Pierwszy egzemplarz został wyremontowany i trafił do NASA.

## Dane techniczne
| Załoga                           | trzy osoby             |
| Konfiguracja kabiny pasażerskiej | 96-121                 |
| Długość                          | 42,49 m                |
| Rozpiętość skrzydeł              | 36,58 m                |
| Powierzchnia skrzydeł            | 210 m²                 |
| Wysokość (z ogonem)              | 11 m                   |
| Masa własna                      | 54 690 kg              |
| Maksymalna masa startowa         | 115 700 kg             |
| Prędkość przelotowa              | 920 km/h               |
| Maksymalna prędkość              | 990 km/h               |
| Maksymalny zasięg                | 5800 km                |
| Silniki (×4)                     | General Electric CJ805 |
| Ciąg (×4)                        | 71,6                   |

## Warianty
- 990 - pierwsza wersja produkcyjna;
- 990A - większa prędkość i zasięg[1].

## Wypadki i katastrofy
W toku użytkowania Convair 990 przez linie lotnicze doszło do 11 katastrof, w których maszyny uległy całkowitemu zniszczeniu:
| Nr | Data             | Operator                         | Numer rejestracyjny (numer seryjny) | Miejsce                                            |
| --- | ---------------- | -------------------------------- | ----------------------------------- | -------------------------------------------------- |
| 1 | 30 maja 1963     | American Airlines                | N5616 (msn 28)                      | Newark, Stany Zjednoczone                          |
| Lot z Chicago do Nowego Jorku został przekierowany na lotnisko w Newark z powodu panujących warunków pogodowych. Po wylądowaniu o 23:50, pasażerowie i ich bagaże zostali przetransportowani do Idlewind, a maszyna została zaparkowana na rampie z dala od terminalu lotniska.Około 6 rano następnego ranka tylna część samolotu stanęła w płomieniach, pożar szybko strawił całą kabinę pasażerską. Śledztwo wykazało, że przyczyną był niedopałek papierosa zostawiony w koszu na śmieci w tylnej toalecie. |                  |                                  |                                     |                                                    |
| 2 | 28 maja 1968     | Garuda Indonesia                 | PK-GJA (msn 03)                     | Nalla Sopora, Indie                                |
| Około 4,5 minuty po starcie z lotniska Chhatrapati Shivaji w Bombaju, samolot zderzył się z ziemią zabijając 29 osób znajdujących się na pokładzie (15 pasażerów i 14 członków załogi) oraz jedną osobę na ziemi. |                  |                                  |                                     |                                                    |
| 3 | 28 grudnia 1968  | Lebanese International Airways   | OD-AEX (msn 10)                     | Bejrut, Liban                                      |
| 4 | 28 grudnia 1968  | Lebanese International Airways   | OD-AEW (msn 31)                     | Bejrut, Liban                                      |
| W odwecie za atak na samolot El Al w Atenach (Grecja) izraelscy komandosi zniszczyli libańskich 14 samolotów na lotnisku w Bejrucie podkładając pod nie ładunki wybuchowe. W ataku uległy zniszczeniu dwie maszyny Convair 990. |                  |                                  |                                     |                                                    |
| 5 | 5 stycznia 1970  | Spantax                          | EC-BNM (msn 32)                     | Sztokholm, Szwecja                                 |
| Podczas startu samolotu z lotniska w Sztokholmie, która miała udać się do Las Palmas, przerwała procedurę z powodu problemów z silnikiem. Piloci zawrócili do bramy, po czym podjęto decyzję o locie na trzech silnikach do Zurychu, gdzie miała zostać przeprowadzona wymiana uszkodzonego silnika. Maszyna rozbiła się krótko po starcie w gęstej mgle, zabijając 5 z 10 osób znajdujących się na pokładzie.                                                                                                 |                  |                                  |                                     |                                                    |
| 6 | 21 lutego 1970   | Swissair                         | HB-ICD (msn 15)                     | Zurych, Szwajcaria                                 |
| Krótko po starcie z lotniska w Zurychu pilot poinformował kontrolera, że podejrzewa, iż w tylnym luku bagażowym doszło do eksplozji. Ponieważ samolot znajdował się na małej wysokości, załoga była zmuszona zatoczyć koło by wejść na ścieżkę ILS. Maszyna rozbiła się około 40 kilometrów od Zurychu, zabijając 38 pasażerów i 9 członków załogi. Śledztwo wykazało, że wybuch spowodowała bomba umieszczona w bagażu pasażera.                                                                              |                  |                                  |                                     |                                                    |
| 7 | 8 sierpnia 1970  | Modern Air Transport             | N5603 (msn 13)                      | Acapulco, Meksyk                                   |
| Samolot rozbił się podczas lądowania na lotnisku Acapulco-Alvarez podczas złych warunków pogodowych. Zginęła jedna osoba z ośmiu znajdujących się na pokładzie. |                  |                                  |                                     |                                                    |
| 8 | 3 grudnia 1972   | Spantax                          | EC-BZR (msn 25)                     | Teneryfa, Wyspy Kanaryjskie, Hiszpania             |
| Podczas startu z lotniska na Teneryfie maszyna wzniosła się na około 90 metrów, po czym runęła na ziemię. Zginęło wszystkich 155 osób znajdujących się na pokładzie (148 pasażerów i 7 osób załogi). Przyczyną katastrofy były warunki pogodowe poniżej minimalnych i widoczność bliska zeru. Dla samolotu Convair 990 była to najgorsza katastrofa pod względem liczby ofiar. |                  |                                  |                                     |                                                    |
| 9 | 12 kwietnia 1973 | NASA                             | N711NA (msn 01)                     | Sunnyvale, Kalifornia, Stany Zjednoczone           |
| Podczas powrotu z misji Convair 990 Galileo należący do NASA zderzył się w powietrzu z maszyną Lockheed P-3 Orion na wysokości około 100 metrów nad ziemią. Łącznie w katastrofie zginęło 17 osób, w tym 11 w 990. |                  |                                  |                                     |                                                    |
| 10 | 10 września 1973 | California Airmotive Corporation | N7876 (msn 04)                      | Agana, Guam                                        |
| Maszyna rozbiła się na wyspie Guam podczas lądowania przy silnym wietrze. Lewe podwozie zapadło się podczas uderzenia o płytę, maszyna zatrzymała się na ciężarówce z paliwem. Nie doszło do pożaru. Nikt nie zginął, na pokładzie znajdowały się cztery osoby. |                  |                                  |                                     |                                                    |
| 11 | 17 lipca 1985    | NASA                             | N712NA (msn 03)                     | Baza wojskowa March, Kalifornia, Stany Zjednoczone |
| Convair 990 Galileo II startował z bazy wojskowej March, kiedy doszło do wybuchu opon podwozia głównego. Przerwano procedurę, jednak samolot stanął w płomieniach. Cztery osoby załogi i piętnastu badaczy NASA z powodzeniem ewakuowano. Nikt nie został ranny, jednak maszyna doszczętnie spłonęła. |                  |                                  |                                     |                                                    |

## Lista użytkowników
Poniższa lista obejmuje wszystkich użytkowników samolotu Convair 990, w nawiasach podana jest liczba samolotów.

- American Airlines (20)
- Spantax (14)
- Modern Air Transport (9)
- Swissair (8)
- Denver Ports of Call (7)
- Middle East Airlines (6)
- Garuda Indonesia (3)
- Iberia (3)
- Internord (3)
- Aerolineas Peruanas (3)
- Nordair (3)
- Varig (3)
- Scandinavian Airlines System (2)
- Ghana Airways (2)
- Lebanese International Airways (2)
- Nomads Travel Club (1)
- Northeast Airlines (1)
- Thai Airways International (1)
- Alaska Airlines (1)
- Air Afrique (1)
- Air Ceylon (1)
- Air France (1)
- AREA Ecuador (1)
- Balair (1)
- Balkan Bulgarian Airlines (1)
- Ciskei International Airways (1)
- El Al Israel Airlines (1)
- Galaxy Airlines (1)